# مصر 2: نبوءة هليوبوليس
مصر 2: نبوءة هليوبوليس هي لعبة فيديو مغامرات طورتها ونشرتها شركة كراي إنتراكتيف لأجهزة الكمبيوتر و بلاي ستيشن في عام 2000. وتم إصدارها لنظام التشغيل ماك أو إس في مايو 2012.  تتبع اللعبة مصر 1156 ق.م وتتبعها مصر 3.

## حبكة
تدور أحداث اللعبة في عام 1360 قبل الميلاد، حيث أصيبت مدينة هليوبوليس، مدينة الشمس، بالطاعون. كما أصيب والد اللاعب بالعدوى. ومن منظور الشخص الأول، يجب على اللاعب العثور على علاج وإنقاذ الأب وبقية مدينة هليوبوليس.
وفقًا لمدير التسويق في شركة كراي إنتراكتيف، ماتيو سانت دينيس، باعت اللعبة 180 ألف وحدة في أوروبا وحدها بحلول ديسمبر 2000. ومن هذا العدد، كانت فرنسا مسؤولة عن 50 ألف نسخة.  حققت اللعبة وسابقتها، مصر 1156 ق.م، مبيعات عالمية مجمعة تجاوزت 700 ألف وحدة بحلول فبراير 2004.

## تتمة
بعد إفلاس شركة كراي إنتراكتيف وتصفيتها في عام 2002،  تم شراء العديد من أصولها الرئيسية بواسطة دريم كاتشر إنتراكتيف لتشكيل فرع أوروبي جديد للشركة. كان من بين هذه الاستحواذات فريقان للتطوير، بما في ذلك فريق سلسلة مصر.  تم تأسيس دريم كاتشر يورب في باريس في يناير 2003،  وأعلن الناشر لاحقًا عن تكملة للعبة في أبريل، تحت اسمي النبوءة المصرية (أمريكا الشمالية) و مصر 3: مصير رمسيس (أوروبا).  كان هذا أحد الإعلانات العديدة التي أصدرتها الشركة استعدادًا لمعرض الترفيه الإلكتروني لعام 2003 (E3).  مثل مشروع الناشر المتزامن أتلانتيس إيفليوشن، تم تطوير مصر 3 داخليًا بواسطة دريم كاتشر يورب.
في صيف عام 2003، أغلقت دريم كاتشر يورب أقسام تطوير الألعاب التي نقلتها من كراي. ونتيجة لذلك، "بدا أن مصر 3 محكوم عليها بالإلغاء"، كما لاحظ لاحقًا يوهان والتر من أدفنشر جيمرز. شرعت مجموعة من الذين تم تسريحهم في تأسيس مطور جديد، افتتحت الشركة الجديدة في سبتمبر. نظرًا لأن معظم الفريق كان مشاركًا بالفعل في مصر 3 قبل مقاطعة تطويرها، فقد سعى المطور وحصل على عقد من دريم كاتشر لإكمال اللعبة بشكل مستقل. ذكرت جيوكس فيديو في يناير 2004 أن مصر 3 "استأنفت التطوير بهدوء" وكانت تقترب من الاكتمال. تم إصدار اللعبة في أمريكا الشمالية في 29 مارس 2004.
كما فعل كراي في مصر 2، عمل المطور مع عالم الآثار جان كلود جولفين لزيادة الدقة التاريخية. كانت مصر 3 تستهدف في المقام الأول اللاعبين العاديين.